# Ulica Wolnica w Poznaniu
Ulica Wolnica (dawniej: Plac Wroniecki) – dwujezdniowa ulica z wydzielonym torowiskiem tramwajowym i drogą rowerową o długości 338 metrów, w centrum Poznania, pomiędzy ulicami Solną na zachodzie, Działową i Świętym Wojciechem na północy, Małymi Garbarami na wschodzie i Placem Wielkopolskim na południu. 

## Historia
Ulicę wytrasowano w okresie zaboru pruskiego, około roku 1800, w mniej więcej tym samym czasie, co Solną i Plac Działowy. Początkowo nazywana była Placem Wronieckim ze względu na kierunek, w którym wybiegała (Wronki) oraz bliskość ulicy Wronieckiej i Bramy Wronieckiej. Jej powstanie wiązało się z likwidacją północnej części fortyfikacji miejskich, z których zachowały się fragmenty przy skwerach Wilhelmiego i Dworzaczka. Wolnica miała charakter targowiska stanowiącego przedłużenie targu istniejącego na Placu Sapieżyńskim (obecnie Wielkopolskim). Dominował tu handel mięsem i rybami. Wiosną 1938 doszło tu do protestów sprzedawców tych artykułów, w związku z wydanym zakazem handlu nimi na targowiskach. W południowej części placu istniała infrastruktura dla obsługi wozów i taborów, natomiast w północnej wzniesiono kamienice prywatne i magistrackie. W 1933 doszło tu do komentowanego przez media włamania i rabunku, podczas którego napadnięto i związano służącą. Jak się potem okazało była ona w zmowie z włamywaczami.
Zabudowa ulicy mocno ucierpiała w czasie bitwy o Poznań w 1945. Straty w zabudowie dochodziły w przypadku niektórych obiektów do 100%.

## Obiekty
Przy Wolnicy znajdują się lub znajdowały m.in. (od zachodu):
- Wydział Architektury Akademii Sztuk Pięknych i Galeria Design UAP[6],
- Plac Wielkopolski z targowiskiem[3],
- restauracja i jadłodajnia Czesława Frankowskiego (nieistniejąca)[4].

10 grudnia 1877 pierwsza dwunastka zawodowych strażaków objęła ufundowaną przez miasto strażnicę przeciwpożarową przy Wolnicy 1 (obecnie przynależy ona adresowo pod ul. Masztalarską).

## Zabytki
Do obiektów zabytkowych zlokalizowanych przy ulicy należą domy nr: 
- 5/6 (lata 50. XX wieku),
- 7/8 (lata 50. XX wieku),
- 9 (lata 50. XX wieku)[8].

## Galeria

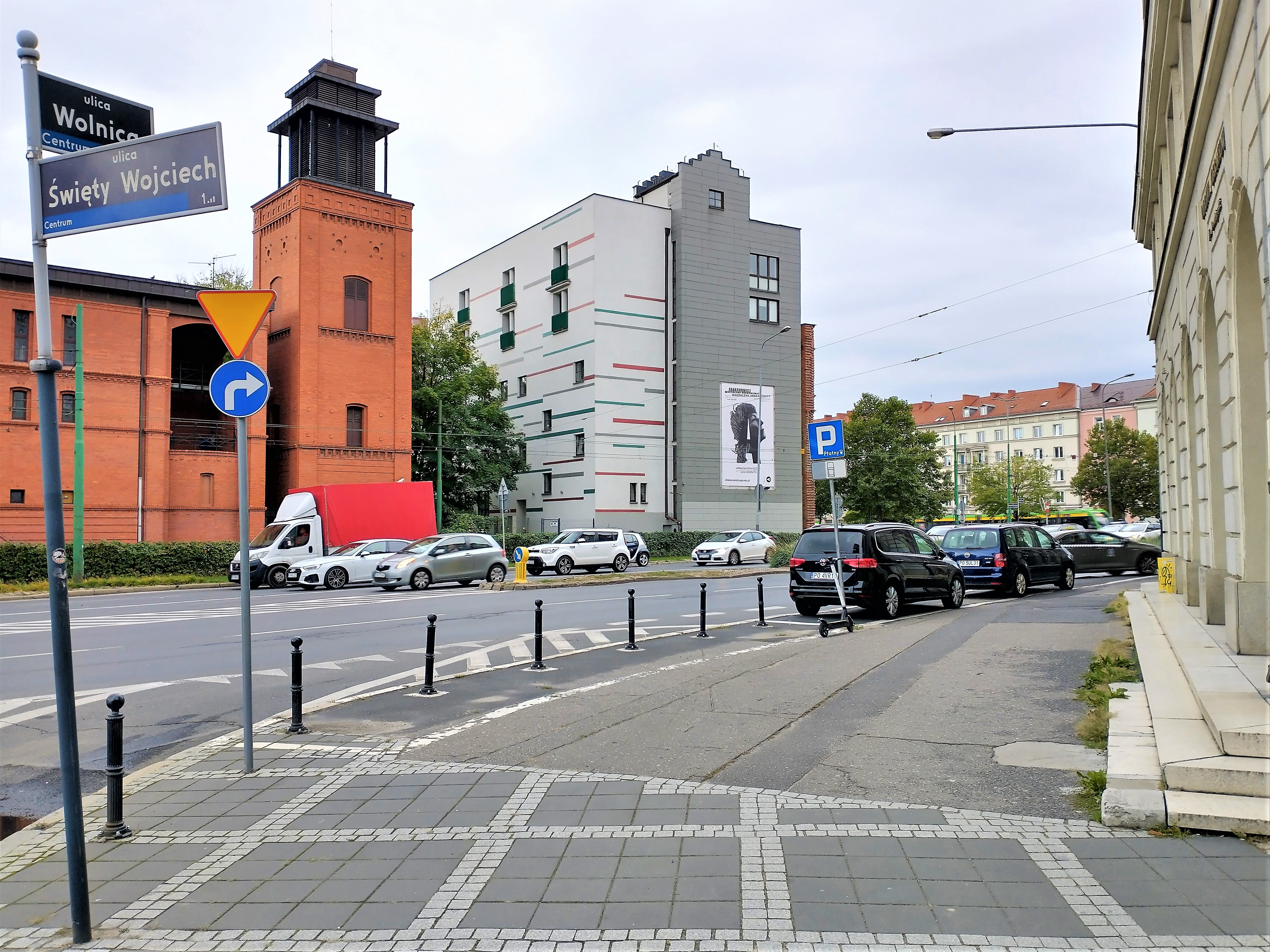
Widok w kierunku Placu Wielkopolskiego
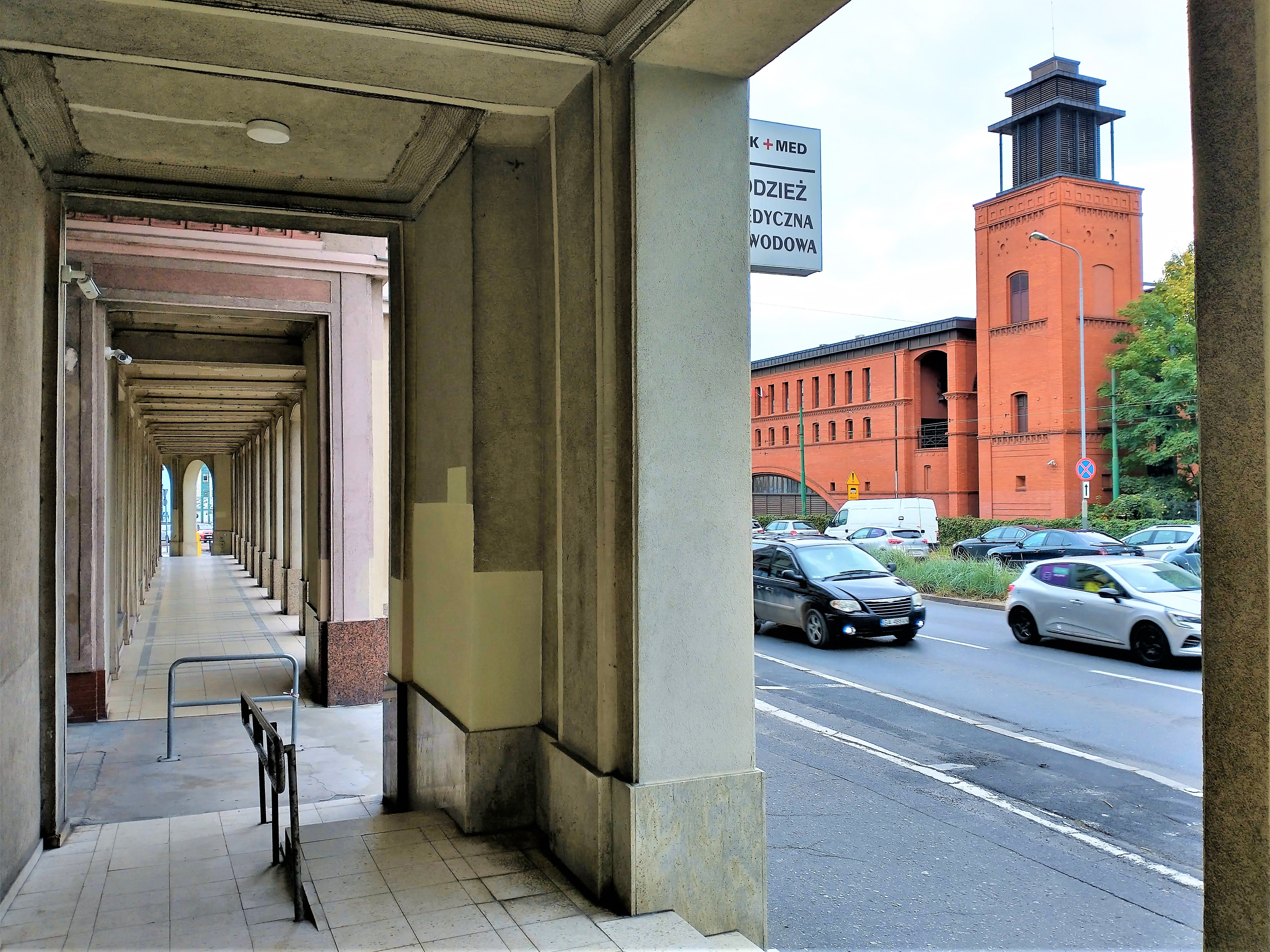
Podcienia północnej pierzei z lat 50. XX wieku
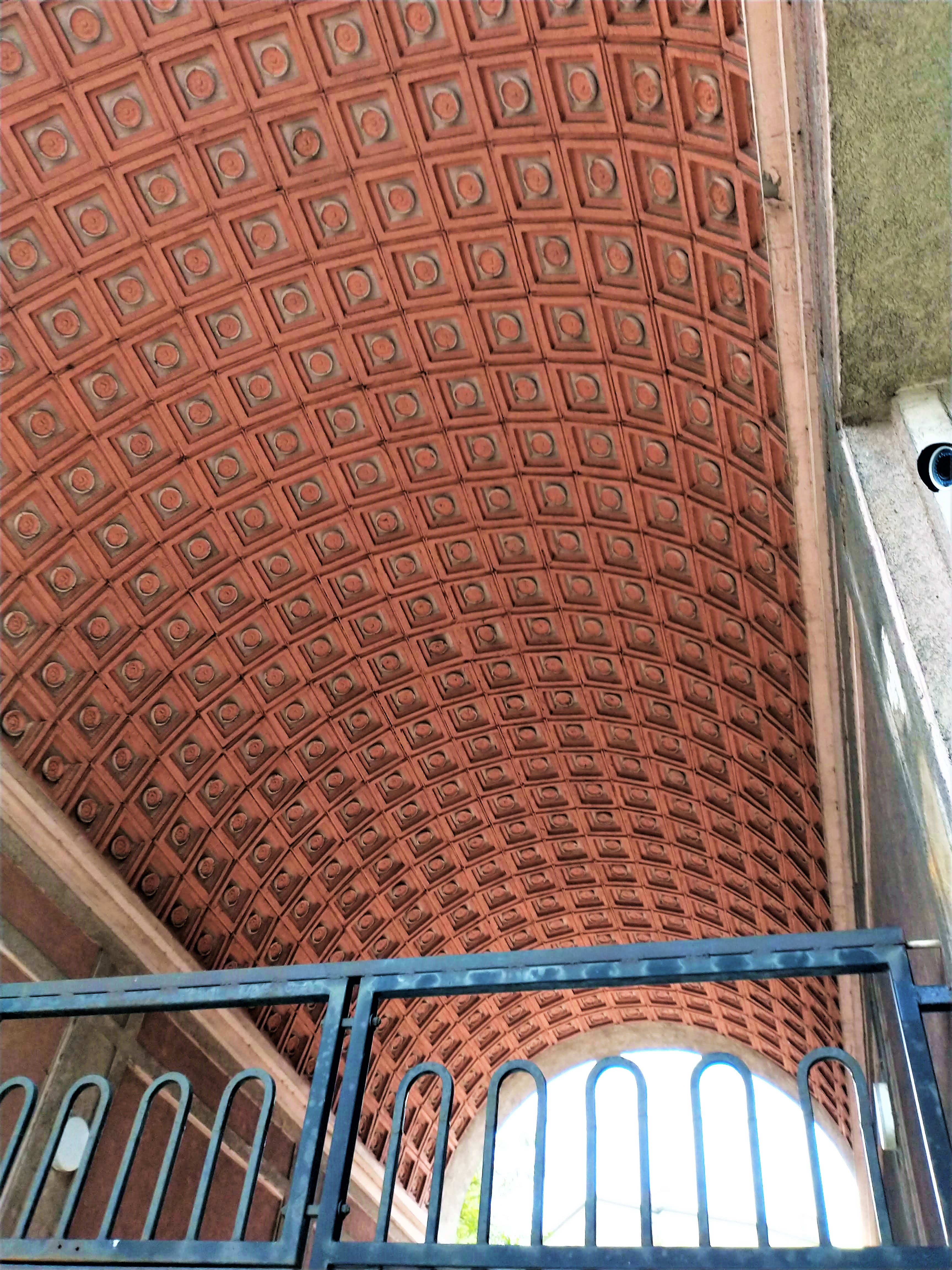
Brama socrealistycznych kamienic